# Aurora Basket Jesi 2001-2002
Questa voce raccoglie le informazioni riguardanti l'Aurora Basket Jesi nelle competizioni ufficiali della stagione 2001-2002.

## Stagione
L'Aurora Basket Jesi 2001-2002, sponsorizzata Sicc, ha preso parte al campionato professionistico italiano di Legadue.

## Verdetti
- Legadue:

stagione regolare: 6º posto su 14 squadre (19-17);
playoff: eliminazione ai quarti di finale da Napoli (2-3).

## Roster
| Aurora Basket Jesi | Aurora Basket Jesi |
| Giocatori          | Staff tecnico      |
| ------------------ | ------------------ |

| N.  | Naz.                                     | Ruolo | Nome                 | Anno | Alt.   | Peso   |  |
| --- | ---------------------------------------- | ----- | -------------------- | ---- | ------ | ------ |  |
| 4   | Italia (bandiera)                        | A     | Simone Flamini       | 1982 | 202 cm | 90 kg  |  |
| 5   | Stati Uniti (bandiera)                   | GA    | Michael Williams     | 1972 | 197 cm | 98 kg  |  |
| 7   | Italia (bandiera)                        | C     | Alessio Giovo        | 1975 | 208 cm | 107 kg |  |
| 8   | Italia (bandiera)                        | A     | Valerio Polonara     | 1984 | 198 cm | 89 kg  |  |
| 9   | Italia (bandiera)                        | P     | Alberto Rossini      | 1969 | 192 cm | 85 kg  |  |
| 10  | Italia (bandiera)                        | A     | Daniele Giachi       | 1983 | 196 cm | 86 kg  |  |
| 11  | Stati Uniti (bandiera)                   | AC    | Richard Mason Rocca  | 1977 | 204 cm | 107 kg |  |
| 12* | Stati Uniti (bandiera)                   | G     | Myron Brown          | 1969 | 190 cm | 90 kg  |  |
| 12  | Stati Uniti (bandiera)                   | P     | Lamont Latimer       | 1976 | 185 cm | 80 kg  |  |
| 13  | Italia (bandiera)                        | A     | Nelson Rizzitiello   | 1984 | 198 cm | 85 kg  |  |
| 14  | Stati Uniti (bandiera)                   | AC    | Bakari Hendrix       | 1977 | 205 cm | 117 kg |  |
| 15  | Italia (bandiera)                        | C     | Claudio Pol Bodetto  | 1968 | 208 cm | 114 kg |  |
| 20  | Italia (bandiera)                        | G     | Francesco Costantini | 1983 | 191 cm | 80 kg  |  |
| 18  | Argentina (bandiera) · Italia (bandiera) | G     | Mario Gigena         | 1977 | 197 cm | 90 kg  |  |
| 20  | Stati Uniti (bandiera)                   | C     | Michael Moten        | 1971 | 203 cm | 110 kg |  |
| 6   | Italia (bandiera)                        | P     | Luca Sottana         | 1982 | 185 cm | 77 kg  |  |
| 19  | Stati Uniti (bandiera)                   | C     | Roy Rogers           | 1973 | 208 cm | 95 kg  |  |

| Allenatore                                                                                           |
| - Andrea Mazzon (fino al 14 dicembre) - Andrea Zanchi (dal 19 dicembre)                              |
| Assistente/i                                                                                         |
| - Luigi Gresta (vice allenatore) - Gianluca Petronio (vice allenatore) Legenda - (C) Capitano Roster |

## Mercato

### Sessione estiva
| Acquisti | Acquisti            | Acquisti            | Acquisti   |
| R.       | Nome                | da                  | Modalità   |
| -------- | ------------------- | ------------------- | ---------- |
| A        | Simone Flamini      | Virtus Ragusa       | definitivo |
| GA       | Michael Williams    | Achilleas           | definitivo |
| AC       | Richard Mason Rocca | Trenton Sh. Stars   | definitivo |
| G        | Myron Brown         | Pr. Castel Maggiore | definitivo |
| AC       | Bakari Hendrix      | Besançon            | definitivo |

| Cessioni | Cessioni              | Cessioni           | Cessioni       |
| R.       | Nome                  | a                  | Modalità       |
| -------- | --------------------- | ------------------ | -------------- |
| P        | Pier Filippo Rossi    | Sutor Montegranaro | fine contratto |
| G        | Massimo Guerra        | Pall. Messina      | fine contratto |
| C        | Sebastian Bellin      |                    | fine contratto |
| G        | Martin Lattibeaudiere |                    | fine contratto |
| AC       | Yegor Mescheriakov    | Orlandina          | fine contratto |
| A        | Damir Tvrdić          | Lugano Tigers      | fine contratto |
| C        | Scott Paterson        |                    | fine contratto |
| G        | Riccardo Manoni       |                    | fine contratto |
| C        | Andrea Agazzone       |                    | fine contratto |

### A stagione iniziata
| Acquisti | Acquisti      | Acquisti            | Acquisti   |
| R.       | Nome          | da                  | Modalità   |
| -------- | ------------- | ------------------- | ---------- |
| G        | Mario Gigena  | Pall. Varese        | definitivo |
| C        | Michael Moten |                     | definitivo |
| P        | Luca Sottana  | Pr. Castel Maggiore | prestito   |
| C        | Roy Rogers    | CSKA Mosca          | definitivo |

| Cessioni | Cessioni      | Cessioni | Cessioni   |
| R.       | Nome          | a        | Modalità   |
| -------- | ------------- | -------- | ---------- |
| C        | Michael Moten |          | svincolato |